# Arthrolytus usubai
Arthrolytus usubai är en stekelart som beskrevs av Kamijo 1981. Arthrolytus usubai ingår i släktet Arthrolytus och familjen puppglanssteklar. Inga underarter finns listade.